# Ivan Karamazov
Ivan Karamazov ou Ivan Fiodorovitch Karamazov (en russe : Ива́н Фёдорович Карама́зов) est un personnage du roman de Fiodor Dostoïevski : Les Frères Karamazov. Aussi nommé Vanka, Vania, Vanechka dans le roman, c'est un des fils de Fiodor Karamazov, ainsi que le frère d'Aliocha et de Dmitri Karamazov.

## Genèse du personnage

### Les brouillons desFrères

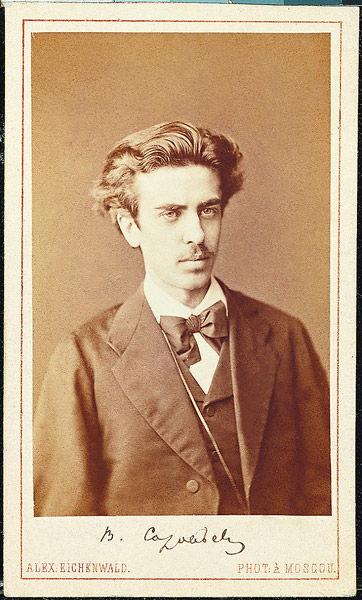
Vladimir Soloviev, un des prototypes d'Ivan Karamazov 1871 photo d'A. Eichenwald.

Dans les brouillons du roman, Ivan est souvent appelé : « Le savant » ou « L'assassin ». Selon le philologue Kiïko, Dostoïevski a pensé à plusieurs étapes de son roman rendre Ivan responsable du crime du père Karamazov. Le sujet du roman aurait alors été plus proche de l'histoire de Dmitri Illinski accusé à tort d'un parricide à Tobolsk. À ce stade de composition du roman, Pavel Smerdiakov n'est pas mentionné.
Quant à lui, le critique Arkadi Dolinine considère que Dostoïevski veut confronter « la culpabilité morale de son héros athée avec sa théorie du tout est permis ». L'introduction dans le roman du personnage de Pavel Smerdiakov, qui devient le quatrième frère permet « d'approfondir psychologiquement et philosophiquement le caractère d'Ivan », qui devient un héros « rebelle » et athée. Le meurtre du père Karamazov par Smerdiakov ne fait qu'accroître ce sentiment de responsabilité morale et de culpabilité d'Ivan.
Plus tard, Dostoïevski a revu le sujet du roman, et écarte du récit la rivalité entre les frères malgré le fait qu'Ivan aime aussi la fiancée de Dmitri. Kiïko observe que l'image d'Ivan poursuit une série de héros athées de l'œuvre de Dostoïoevski : Rodion Raskolnikov de Crime et Châtiment et Stavroguine des Les Démons. Comme Raskolnikov, Ivan n'a pas supporté ses propres idées et est pris de fièvres.

### Modèles d'Ivan
Selon le philologue Moïse Altman, Dostoïevski a utilisé comme prototype pour le personnage d'Ivan ses amis de longue date : Ivan Chidlovski et le philosophe Vladimir Soloviev.
Dostoïevski a lui-même souligné l'importance de son amitié pour Ivan Chidlovski, dont les traits de caractère se retrouvent chez l'un des frères Karamazov. C'est ainsi que s'adressant à Vsevolod Soloviev, qui avait l'intention d'écrire un article sur Dostoïevski, l'écrivain lui demande : « Rappelez-vous de mentionner dans votre article le nom de Childovski... pour l'amour de Dieu, mon cher ami, n'oubliez pas, c'était un grand homme pour moi ». Le critique littéraire Arkadi Dolinine partage cette opinion. Après avoir étudié les activités et les portraits psychologiques du personnage et du prototype, Moïse Altman remarque que, comme Ivan Karamazov, Chidlovski s'intéressait à l'histoire de l'Église, qu'il avait une nature contradictoire surtout dans les matières religieuses, et que des périodes de foi profonde alternaient chez lui avec d'autres de scepticisme. Par ailleurs, l'adhésion de Chidlovski au romantisme « s'exprimait par son culte pour la poésie de Friedrich von Schiller » comme le cite Ivan lui-même. C'est sur ces bases qu'Altman reprend l'idée suivant laquelle, consciemment ou non, Dostoïevski utilise son ami Chidlovski comme prototype.
Par ailleurs, on sait grâce à l'épouse de Dostoïevski, Anna Dostoïevskaïa, que le philosophe Vladimir Soloviev a été utilisé comme prototype d'Ivan. Toutefois, selon l'opinion d'Altman, du fait de la « quasi-identité » entre Chidlovski et Solovev, dans la perception qu'en avait Dostoïevski, cela ne fait que confirmer la version de Chidlovski. Selon les propos de l'épouse de Dostoïevski, son mari a expliqué un jour les raisons de son attachement au philosophe : « Vous me rappelez de manière extraordinaire un homme, un certain Chidlovski, qui a eu sur moi une très grande influence. Vous lui ressemblez tellement par votre visage et par votre caractère, que parfois j'ai l'impression que son âme s'est installée en vous ».
Le philologue Eugène Kiïko observe le « lien génétique » qui relie Ivan Karamazov à Rodion Raskolnikov, héros du roman Crime et Châtiment, à Hippolyte Terentev, personnage du roman L'Idiot, et à Nikolaï Stavroguine, du roman Les Démons. Toujours suivant Kiïko, le personnage du jeune homme révolutionnaire du cercle de Dergatchev dans le roman L'Adolescent a fortement influencé celui d'Ivan Karamazov. Ce personnage apparaît dans le projet du roman et il se présente comme « le plus ardent des socialistes ». Mais en privilégiant les critères moraux pour résoudre les problèmes sociaux, il contraste avec le régime de la Terreur de la révolution en France telle que l'a décrite Victor Hugo. Le critique Gueorgui Friedländer remarque également le « lien génétique » entre Ivan Karamazov et Hippolyte Terentev du roman L'Idiot, qui sont tous deux des figures à la fois de « penseurs » et de « rebelles ».

## Personnalité

### Situation familiale
C'est le deuxième fils de Fiodor Pavlovitch Karamazov, mais le premier fils de son second mariage. Il est rationaliste convaincu, il a 23 ans.
Dostoïevski compare Ivan au Faust de Goethe. L'image d'Ivan se retrouve dans son œuvre chez ses héros révoltés professant des convictions athées, appelant à la révision des principes moraux existants. « Je ne renie pas le Seigneur, Aliocha, Je me borne à Lui retourner respectueusement mon billet », dit-il à la fin du chapitre La Révolte. Son image est entourée de mystère. Il a grandi dans sa famille d'adoption comme un enfant à l'air maussade. À un âge précoce on lui découvre de sérieuses capacités. Il étudie les sciences naturelles à l'université. Il subvient à ses besoins en donnant des cours particuliers à petit prix et en travaillant pour une revue. Pour son frère aîné Dmitri, « Ivan est une tombe ». Son frère cadet Aliocha ajoute : « Ivan est une énigme ». Le comportement d'Ivan est difficilement compréhensible et ambigu : alors qu'il est athée, il écrit des essais sur l'organisation théocratique de la société.

### Caractéristiques
Le littérateur russe Kennosuke Nakamura décrit Ivan Karamazov comme un homme intelligent mais faible et d'un naturel sombre. Ivan souhaite la mort de son père mais a peur de l'admettre. Il aime la fiancée de son frère Dmitri, mais ne l'avoue pas vraiment. Il a peur de se connaître et est dès lors incapable de prendre facilement des décisions.
La vie d'Ivan est une recherche constante d'excuses, remarque Nakamura. L'image d'Ivan suscite toujours de la sympathie de la part des intellectuels parce qu'il a les caractéristiques typiques des intellectuels : sa solitude, son incapacité à profiter de la vie avec d'autres, son discours stérile, son besoin d'auto-justification.
Après une conversation confidentielle avec Aliocha à l'auberge, Ivan se renferme en lui-même et ne veut plus se dévoiler, comme si exprimer de la cordialité était d'un trop grand poids pour lui, le fatiguait. Ivan n'est pas capable d'exprimer de la compassion, montre tout le temps sa supériorité intellectuelle, il se laisse envahir par son incrédulité et sa colère.

### Philosophie d'Ivan Karamazov
Ivan Karamazov montre dans le roman la profondeur de l'homme qui réfléchit et tente de trouver la réponse à la question éternelle pour « comprendre où se trouvent les sources de la vertu et du vice ». Les résultats de ces réflexions sont souvent formulés sous forme d'un court aphorisme tel que : « S'il n'y a pas de Dieu, tout est permis ».
Les opinions d'Ivan ne sont d'ailleurs pas exprimées par lui-même mais bien par Piotr Mioussov, notamment au chapitre 5 du deuxième livre intitulé Ainsi soit-il !, et au chapitre 6 : Pourquoi faut-il que vive un tel homme ?, lors de l'entrevue avec le starets Zosime. Ce dernier lui demande :

« – Est-il possible que vous envisagiez ainsi les conséquences qu'aurait, pour les hommes, la disparition de la croyance en l'immortalité de leur âme ? demanda à ce moment le staretz à Ivan Fiodorovitch.
– Oui, c'est l'opinion  que j'ai soutenue. Il n'y a plus de vertu, s'il n'y a plus d'immortalité.
– Celui qui pense ainsi doit être ou très heureux ou très malheureux !
– Et pourquoi serais-je malheureux ? demanda Ivan Fiodorovitch avec un sourire.
– Parce que, selon toute vraisemblance, vous ne croyez pas vous-même à l'immortalité de l'âme, pas plus qu'à tout ce que vous avez écrit sur l'Église et sur la question ecclésiastique »

## Dans le roman
Peu de temps avant les événements décrits dans le roman, Ivan est revenu chez son père et a vécu dans sa maison durant quelque temps. Durant les repas, ils discutent à plusieurs reprises entre père et fils. Des discussions, dont il est témoin, le domestique Smerdiakov tire la conclusion qu'Ivan l'athée a raison et que « tout est permis », et que par conséquent on peut tuer Fiodor Karamazov le père d'Ivan, alors qu'Ivan considère, quant à lui, que c'est une chose inacceptable.
Fiodor Karamazov demande à son fils de se rendre dans un village pour résoudre une affaire pour lui. Avant le départ d'Ivan, ce dernier a un entretien de portée ambiguë avec Smerdiakov. De cette conversation le domestique conclut qu'Ivan n'est pas hostile à la mort de son père et c'est la raison pour laquelle il part vers ce village, afin d'éviter d'être soupçonné.
Après l'accomplissement du meurtre, Ivan se rend chez Smerdiakov et apprend que c'est lui qui a tué Fiodor Karamazov. Toutefois, après avoir parlé avec le domestique, Ivan comprend que c'est lui-même qui l'a poussé à agir et qu'aux yeux de Smerdiakov, c'est Ivan le vrai criminel. Ivan se décide à se dénoncer à la police et d'expliquer comment il a participé au crime. Mais en chemin, il change d'avis et ajourne sa résolution d'avouer.
La nuit, Ivan est « déchiré entre l'aveu et le silence ». Dans ses rêves lui apparaît le diable, qui déstabilise son équilibre mental en bousculant les notions de « réalité » et de « fausseté » de son « moi ». Ivan se rend compte qu'il existe en lui un autre « moi » qui agit et parle.

## Analyse et traitement littéraire

### Ah, Ivan est parti à Pétersbourg
Le philologue Moïse Semionovtich Altman signale l'importance de l'épisode dans lequel apparaît un moujik ivre dans le chapitre VIII du onzième livre intitulé Troisième et dernière entrevue avec Smerdiakov. En deux lignes de couplet seulement, répétées par ce moujik, Ivan est obligé de se rendre compte de la « haine terrible de celui-ci à son égard ». Altman explique cet épisode comme suit : Ivan comprend que le refrain qui est répété le vise personnellement. Ivan sait que son père peut être tué, mais il n'est pas sur ses gardes et s'éloigne rapidement. Ainsi, avec ce refrain, il a entendu « la voix accablante du peuple », à laquelle il tente à tout prix d'échapper en abandonnant le moujik gelé dans la neige. Cette interprétation est confirmée lors de sa conversation avec Smerdiakov durant laquelle ce dernier lui raconte le meurtre de son père et que le refrain « Vania est parti pour Piter, oui-da ! Mais je ne l'attendrai pas » résonne tout à coup dans la tête d'Ivan,. La troisième fois qu'il est question de cette chanson, c'est lors de la comparution d'Ivan devant le tribunal au chapitre V du douzième livre« Qu'attendez-vous pour mettre le monstre en liberté… Il a chanté son hymne, parce qu'il a le cœur léger ! C'est comme cette canaille ivre et sa chanson de Vania partant pour St-Pétersbourg ! »,.
Selon Altman la répétition de cette chanson résonne comme un leitmotiv de l'état d'esprit d'Ivan après la mort de son père. Dans les calculs de Smerdiakov, le départ d'Ivan s'explique comme suit : « C'est vous [Ivan] néanmoins qui êtes le grand coupable dans cette affaire, car vous étiez au courant de ce qui se préparait et vous m'avez chargé de tuer votre père. Vous êtes parti ensuite, sachant ce qui allait se passer ».
Ivan envisage d'ailleurs de partir pour Moscou, et il part finalement là où son père lui demande à Tchermachnaïa qui ne demande qu'un petit détour de douze verstes au plus.

### La coupe et les feuilles
Dans le livre cinquième du roman intitulé Le pour et le contre, le critique Sergueï Botcharov relève deux leitmotivs dans la conversation entre Ivan et Alexeï. Le premier est celui de la « coupe ». « Je plongerais dans tous les abîmes du désespoir humain que j'aimerais la vie quand même et malgré tout. Je voudrais vider la coupe et m'en délecterais et je ne pourrais m'en détacher avant de l'avoir épuisée. ». Cette coupe symbolise la soif de vivre à un moment d'intense lutte intérieure dans l'esprit d'Ivan. Selon Botcharov, l'image résulte d'une réminiscence du roman Eugène Onéguine. L'autre est celui des tendres feuilles qui rappellent Pouchkine et son poème Les vents froids soufflent encore…
.« Mais j'aime les tendres feuilles des arbres quand elles poussent au printemps, j'aime le ciel bleu... ».
La coupe est aussi une référence à l'Ode à la joie de Friedrich von Schiller selon Botcharov. Mais Ivan, dans le même chapitre V du livre cinquième, proclame : « « en revanche je te fais une promesse : lorsque je me déciderai, à trente ans à « jeter la coupe », eh bien, je viendrai te trouver encore une fois... et nous discuterons de nouveau... » ». Au livre quatrième chapitre V Dmitri Karamazov fait également une citation de Schiller ce qui permet de comparer les deux frères Karamazov et de constater par cette allusion au même poème que la coupe va passer de Dmitri à Ivan. Si Dmitri éprouvait une joie à n'importe quel prix pour Ivan, la soif de vivre et de se délecter à tout prix est présente aussi, mais il anticipe déjà la possibilité de « jeter la coupe » trente ans plus tard et de partir Dieu sait où. Ce qui selon Botcharov est une réminiscence des vers du roman en vers Eugène Onéguine de Pouchkine.
Pour le critique Nakamura l'admiration d'Ivan pour les feuilles tendres au printemps peut refléter celle pour la force de la jeunesse, mais, en fait, son regard est celui d'un homme qui est incapable de se réjouir simplement de l'arrivée du printemps et d'un regard de la vie qui s'éveille,.
Selon Botcharov, l'acceptation de la vie pour la « soif de vivre » est symbolisée par le fait de vider la coupe et d'aimer les tendres feuilles du printemps. Mais elle doit être mise en parallèle avec la non-acceptation du monde divin, pour définir la thèse existentielle d'Ivan.

### Révolte
Le monologue passionné d'Ivan Karamazov dans le cinquième livre du roman intitulé Pro et contra, ou Le pour et le contre peut être considéré selon Eugène Semenov comme l'épisode culminant du roman. Il souligne le contenu de la confession durant laquelle Ivan se révolte contre les « souffrances humaines absurdes », convaincu du « caractère absurde, inexplicable de l'histoire humaine ».
Vladimir Ermilov, critique soviétique, dégage de l'analyse des personnages les attaques de front contre la morale religieuse qui permettent de les réconcilier avec les souffrances humaines. Jusqu'à son monologue du chapitre Pro et contra, Ivan Karamazov se contente d'observer le développement de la tragédie familiale qui se déroule devant lui. Après ce chapitre, la fureur et l'agitation qui ressort de son discours exprime toute sa haine contre l'« ordre des choses », l'univers entier et sa création :

« […] si tu étais l'architecte des destinées humaines et que tu désirais bâtir un monde dans lequel l'humanité trouverait finalement le bonheur, le calme et la paix, entreprendrais-tu cette œuvre, sachant qu'elle ne pourrait être réalisée qu'au prix de la souffrance, ne fût-ce que d'un seul petit être innocent, de cet enfant par exemple, qui se frappait la poitrine à coups de poing ? Si l'édifice ne pouvait être bâti que sur les larmes inexpiées de cette petite, si c'était une nécessité inéluctable sans laquelle le but ne pourrait être atteint, consentirais-tu encore à être l'architecte de l'univers dans de telles conditions ? »

Selon Semenov, Ivan se rebelle d'abord contre l'harmonie, parce qu'elle ne justifie pas la souffrance de gens innocents. Mais si l'on examine de plus près, il est clair qu'Ivan est surtout préoccupé du fait que les victimes restent passives ce qui rend cette recherche d'harmonie immorale, selon le critique. Le héros proteste contre cette harmonie que l'on impose à l'homme, qui est indépendante de sa volonté et qu'il reçoit avec la bénédiction du « Très haut ». Ivan considère que les actions de l'homme contre cette harmonie imposée, ne changeront rien et il rejette cette domination sur l'homme d'une « force sans âme et sans vie, privant l'homme de toute initiative et de toute responsabilité ». Ivan méprise le combat qui s'exprime dans l'opposition avec son père et avec son frère Dmitri. Au lieu de mépriser le monde des sens il choisit de garder la tête froide et tente d'éviter tout excès d'activité. Cependant Semenov souligne que la « non-participation » d'Ivan n'est qu'un désir, un réflexe tendant à étouffer ses désirs d'imposer au monde sa volonté, une exigence excessive et inconditionnelle de « subjectivité ».
Victor Hugo était un contradicteur idéologique avec lequel Dostoïevski a polémiqué avant la création de son roman. Dans le projet de rédaction du chapitre La révolte, Ivan Karamazov reprend le cas de Louis XVII, dans le cadre de la Révolution française. Dans la version modifiée, Dostoïevski a supprimé ces paragraphes, mais la polémique avec Hugo subsiste en arrière-fond dans la réponse d'Ivan sur l'acceptation morale de la mort d'un enfant comme celle du jeune Louis XVII à dix ans, quand se pose la question de savoir si elle peut être justifiée par un objectif tel que celui du bonheur du peuple français. Ivan se rebelle contre l'harmonie, si le prix à payer pour cela est l'impossibilité d'aimer ses proches.

« Il faut que je te l'avoue, débuta Ivan : je n'ai jamais pu comprendre que l'on puisse aimer ses proches. Ce sont précisément les êtres qui sont les plus près de nous qu'il est, selon moi, le plus difficile d'aimer. On aime seulement à distance... Nous ne pouvons aimer un homme que s'il demeure caché à notre regard. Dès que nous apercevons son visage, l'amour s'évanouit. »

Le discours d'Ivan sur la mort des enfants reprend les idées développées par Dostoïevski dans le Journal d'un écrivain. Mais il faut remarquer que, en général, Ivan se situe aux antipodes de Dostoïevski du point de vue des idées, en modifiant les idées sur la religion, et en rendant Dieu responsable des affaires humaines.
La critique littéraire moldave Rita Kleiman, observe que l'une des principaux procédés propres à Dostoïevski pour rendre accessible au lecteur la vision de l'univers consiste à mettre en corrélation des concepts abstraits infiniment grands avec un maximum de détails concrets volontairement choisis parmi les plus prosaïques ou d'une importance négligeable. Dans Les Frères Karamazov, cette corrélation est réalisée grâce à une antithèse, une réminiscence balzacienne, lorsque Ivan met en opposition l'harmonie du monde et une larme d'enfant. Dans le roman de Dostoïevski Crime et Châtiment, le bonheur de quelques personnes est mis en opposition avec la mort d'une « odieuse veille femme ». Dans son Discours sur Pouchkine le bonheur de l'humanité est mis en opposition avec la mort d'un « honnête vieillard ». Dans Les Frères Karamazov l'écrivain porte à son paroxysme le contraste entre d'une part ce que représente une larme d'enfant et d'autre part l'harmonie universelle.

### La question des enfants
Le philologue Piotr Bekedine, caractérise l'humanisme de Dostoïevski comme celui de l'extrême et de la déchirure que l'écrivain russe a toujours posé comme question fondamentale. Lors de la discussion avec Aliocha au chapitre IV du livre cinquième, intitulé La Révolte, Ivan prononce des paroles qui forment la quintessence des vues de l'écrivain sur la question. À la fin du même chapitre, les propos sur l'enfance passent en revue tous les aspects majeurs de l'humanisme de Dostoïevski.
La question des enfants, qui n'ont pas encore pu être responsables de la moindre faute, Ivan l'aborde un peu inopinément mais en faisant apparaître rapidement que les raisonnements sur ce sujet ont été recueillis précédemment au fil du temps. S'adressant à son frère cadet, Ivan dit : « Vois-tu Aliocha, j'aime aussi beaucoup les enfants. Puis, il ajoute : — Et, remarque que des gens cruels, passionnés, sensuels, des gens du genre des Karamazov, aiment parfois aussi beaucoup les enfants. Les enfants, tant qu'ils n'ont pas atteint l'âge de 7 ans, sont très différents des personnes adultes : comme s'ils étaient des créatures différentes, d'une autre nature. »
Ivan pense à tous les enfants du monde, et non pas seulement aux russes. Dans le chapitre IV La Révolte (Livre cinquième), il cite des exemples d'atrocités de Turcs et de Tcherkesses en Bulgarie. Il réduit délibérément la question de la souffrance de l'homme à celle des enfants. Puis il lance une attaque psychologique contre Aliocha pour mettre à l'épreuve les convictions de celui-ci. Ivan aime les enfants jusqu'à l'hystérie et son discours est plein de colère et de malédictions.

« — Une révolte ? Je n'aimerais pas que tu me juges ainsi — fit Ivan d'un ton pénétré —. Il est impossible de vivre dans la révolte et je tiens à vivre. Réponds-moi à une question, mais réponds franchement, j'y tiens : si tu étais l'architecte des destinées humaines et que tu désirais bâtir un monde dans lequel l'humanité trouverait finalement le bonheur, le calme et la paix, entreprendrais-tu cette œuvre, sachant qu'elle pourrait être réalisée qu'au prix de la souffrance, ne fût-ce que d'un seul petit être innocent, de cette enfant, par exemple qui se frappait la poitrine à coups de poing ? Si l'édifice ne pouvait être bâti que sur les larmes inexpiées de cette petite, si c'était une nécessité inéluctable sans laquelle le but ne pourrait être atteint, consentirais-tu encore à être l'architecte de l'univers dans de telles conditions ?
— Non je n'y consentirais pas, répondit Aliocha d'une voix ferme.
— Peux-tu admettre, en outre, que les hommes pour lesquels tu bâtirais ce monde  acceptent de devenir heureux au prix des tourments et du sang d'un petit innocent, et, l'ayant accepté connaissent la félicité pour l'éternité ?
— Non, je ne saurais l'admettre s'écria Aliocha... »,

Ivan est prêt à abandonner l'harmonie et le bonheur du monde s'ils ne sont atteints que dans les larmes et l'humiliation : « Aucune harmonie future ne rachètera ces larmes là. Or il faut qu'elles soient rachetées, sans quoi il n'y aurait pas d'harmonie » affirme-t-il avec conviction. Les enfants sont pour l'auteur du roman la mesure de tout comme ils le sont pour Ivan.
La réponse négative d'Aliocha sur l'existence possible d'une harmonie du monde en même temps que le meurtre d'enfants
correspond entièrement aux conceptions d'Ivan : les larmes de l'enfant sont à l'opposé de l'harmonie du monde. Dostoïevski ne livre pas de réponse à la question de savoir comment résoudre cette contradiction.

### Le Grand Inquisiteur
Parmi les sources littéraires et historiques du chapitre V du livre cinquième Le Grand Inquisiteur, les chercheurs citent plusieurs textes : le drame Don Carlos de Friedrich von Schiller, les Essais de Michel de Montaigne, La vie de Jésus de David Strauss, le poème La confession de la reine d'Apollon Maïkov, les œuvres de Voltaire et de Victor Hugo, la pièce L'Invité de pierre d'Alexandre Pouchkine, le roman Melmoth, l'homme errant de Charles Robert Maturin, L'histoire du règne de Philippe II de William H. Prescott, les tableaux des peintres espagnols El Greco et Diego Vélasquez, et allemands comme ceux d'Albrecht Dürer. D'autres sources sont des reprises de romans antérieurs de Dostoïevski : le critique littéraire Gueorgui Friedländer fait remarquer ainsi, que l'appréciation du « catholicisme romain », comme l'idée d'une « autorité mondiale des pouvoirs de l'église », sont déjà évoqués par Dostoïevski dans la bouche du Prince Michkine dans le roman L'Idiot (1868-1869).
Dans cette Légende du Grand Inquisiteur, les critiques identifient trois éléments principaux : la trame narrative qui se déroule dans un endroit aléatoire là ou se rencontrent les frères, la période de l'Inquisition espagnole, et le monologue du Grand Inquisiteur.
Le philologue et critique russe hispanisant Vsevolod Bagno ajoute à la liste des œuvres qui ont pu influencer Dostoïevski, le récit du « Juif errant » dans la version de Bartholomeo de Ocampo, publié dans le « Télégraphe de Moscou » en 1830. Le sujet du récit est l'apparition de Jésus-Christ dans l'Espagne du XVIe siècle que tous reconnaissent sans l'appeler par son nom. Ses miracles attirent l'attention de l'Inquisition qui l'enferme dans un cachot. Le Grand Inquisiteur le traite d'hérétique et le condamne au bûcher. Mais après le prononcé de la sentence le Grand Inquisiteur meurt et l'étranger disparaît . Dostoïevski voit dans le fait que les gens n'osent pas nommer le Christ « une vérité hautement inspirée du poème ». « Il apparaît tranquillement, fugitivement, sans bruit, et tous, — chose singulière — le reconnaissent. Il y aurait là matière à l'un des meilleurs passages du poème : dire pourquoi ils l'ont tous reconnu »,. Bagno attire l'attention sur le fait que la légende du Juif errant, était familière à Dostoïevski : celle d'un personnage voué de siècle en siècle à errer sur la terre jusqu'à la seconde venue du Christ. C'est celle dont il est question dans le récit d'Ocampo et notamment de la déformation des enseignements du Christ par ceux qui ont été témoins de ses enseignements. Le choix de l'Espagne et de la ville de Séville comme lieu d'action du récit d'Ivan vient de ce que c'était là que siégeait l'Inquisition. En 1480, les premiers inquisiteurs dominicains, Miguel de Morillo et Juan de San Martín, sont nommés par l'État. C'est à Séville qu'ils prennent leurs fonctions. Le siège de l'Inquisition est établi au Château de San Jorge, qui sert également de prison. Le héros de Dostoïevski vient au monde pour « aimer et compatir », et montre « la miséricorde et le grandeur du Christ ». L'épisode de la résurrection de la fillette est le plus significatif à cet égard,.
Les traits du Grand Inquisiteur et sa philosophie sont influencés encore, selon Vsevolod Bagno, par la tragédie d'Alexandre Pouchkine Mozart et Salieri. Le sens de sa présence, le Grand Inquisiteur des Frères Karamazov, le voit dans son but de rendre les gens heureux alors que la présence du Christ peut tout ruiner. De même Salieri dans son monologue exprime son souhait de se sacrifier pour la musique, tandis que l'apparition de Mozart, selon lui, détruit toute l'harmonie qu'il a créée . Les deux personnages sont convaincus qu'« …il n'y a pas de vérité sur la terre, mais il n'y en a pas non plus dans l'au-delà », et c'est pourquoi ils doivent assumer la responsabilité d'établir la vérité : « C'est pour la Musique qu'est empoisonné un génie, c'est pour l'humanité que le fils de l'homme est jeté au bûcher ». Dostoïevski utilise la psychologie des personnages de Pouchkine qui sont convaincus que les crimes qu'ils commettent le sont pour de hautes considérations morales ou pour des raisons passionnelles élevées. Salieri considère que la brillante musique de Mozart est préjudiciable à l'art parce que personne après lui ne pourra plus arriver à un niveau artistique aussi élevé, ce qui signifie que l'art ne s'élèvera plus et disparaîtra. De manière analogue, le Grand Inquisiteur en vient à se persuader que le Christ est revenu pour déranger l'Église en place. Bagno remarque que la problématique est tellement semblable qu'elle ne peut être apparue chez Dostoïevski par coïncidence,.

### Participation au meurtre du père
Selon Semienov, la participation d'Ivan au meurtre du père Fiodor Karamazov est déterminé en grande partie par une « volonté de puissance » dissimulée et le désir de vérifier la réalité de l'idée suivant laquelle « si Dieu n'existe pas, tout est permis ». Mais encore par des circonstances de fait, favorables à un passage à l'acte. Dans l'esprit d'Ivan, le contrôle de la volonté de Pavel Smerdiakov, les circonstances de fait particulières, mènent au résultat final de l'ensemble de la tragédie. En voyant ce qui pourrait mettre fin au conflit entre Dmitri et son père, Ivan est prêt à agir, sans pourtant mettre en action la volonté de tuer. Il apparaît comme la raison d'être d'une chaîne, et comme l'auteur de celle-ci, et devient la cause de la mise en application du libre arbitre humain. Il se montre ainsi comme conscient et triomphant de sa propre volonté. Enlever aux hommes leur libre arbitre permettrait, selon lui, de sortir d'une impasse historique. Mais il faut bien constater que Dmitri, lui, n'a pas tué son père et que cela fait échouer toute l'expérience que souhaiterait Ivan. Et encore qu'Ivan, par ailleurs, n'est qu'un manipulateur de l'insignifiant Pavel Smerdiakov. Pour Semenov, l'exemple d'Ivan dans le roman est un reflet de la tragédie vécue par la jeune génération de l'époque. Elle n'accepte pas l'ordre établi, elle proteste contre « l'irresponsabilité morale et sociale », mais par contre s'associe au mépris pour le peuple en tentant de s'emparer de sa libre volonté.

### Le diable: cauchemar d'Ivan Fiodorovitch
Jacques Catteau, professeur à la Sorbonne, note que l'écrivain crée un espace littéraire expérimental dans lequel les personnages de son roman sont confrontés à leur « double ». Pour Ivan, selon Catteau, le double c'est le diable.
Les chercheurs remarquent que pour travailler sur l'image du diable, Dostoïevski s'est fondé sur la tradition littéraire occidentale et russe. L'écrivain russe était particulièrement proche de ce type d'image dans l'œuvre d'Edgar Allan Poe. Le philologue Eugène Kiïko estime que : « Edgar Poe admet la survenance d'un évènement extérieur non-naturel […] une fois admis l'existence de cet évènement, tout le récit qui suit est fidèle à la réalité. […] grâce au pouvoir descriptif des détails […] dans les récits de Poe vous voyez finalement clairement tous ces détails, si bien que vous êtes convaincus de leur existence possible alors qu'il est presque impossible que les évènements décrits se soient jamais produits dans le monde ». Dans le chapitre IX du livre onzième Le diable. Le cauchemar d'Ivan Fiodorovitch, selon Kiïko, Dostoïevski a utilisé les techniques et procédés de représentation des images fantastiques qui convenaient et semblables à celles qu'utilisait Edgar Poe.
Avant Les Frères Karamazov, en travaillant à un épisode étrange et bizarre dans un de ses récits, Dostoïevski écrit en marge : « Chez Edgar Poe ». En imaginant la figure du diable, selon Kiïto, Dostoïevski a pu se souvenir d'un épisode analogue chez l'écrivain américain. Dostoïevski tente d'expliquer un évènement fantastique par la médecine, du point de vue scientifique, ce qui correspond à la mentalité que l'on trouve chez Edgar Poe. « … J'ai longtemps consulté les médecins (et pas seulement un seul) à ce propos. Ils prétendent que l'on peut se trouver devant un cauchemar, mais aussi devant un cas d'hallucination ou encore de « delirium tremens ». « Mon héros, bien entendu, voit des hallucinations, mais il les confond avec ses cauchemars. Quand un sujet commence à ne plus se rendre compte de la différence entre les réalités et les illusions (ce qui arrive à tout homme au moins une fois dans sa vie) il s'agit non seulement d'un trait physique mais aussi mental et qui correspond à l'état de mon héros : il nie la réalité du spectre, mais quand celui-ci a disparu il le tient pour vrai » écrit Dostoïevski à son éditeur.
Dostoïevski a prêté une grande attention dans son récit au réalisme du diable. Il le présente comme un personnage réel avec tous les détails physiques et de personnalité attachés à sa personne comme la faisait Edgar Poe dans ses récits. Dostoïevski note dans ses brouillons : Satan cherche un mouchoir, Satan toussote, il souffre de rhumatisme, de petite vérole. Certains détails sont ensuite employés dans le texte édité, d'autres pas, d'autres encore ajoutés ou modifiés, pour donner le plus de réalisme possible au personnage du diable.

## Transposition sur les écrans
- 1958 — Richard Basehart dans le film Les Frères Karamazov ;
- 1969 — Kirill Lavrov dans le film Les Frères Karamazov (1969) ;
- 2008 — Anatoli Belyï dans la série Les Frères Karamazov (2008).